# 东里镇 (沂源县)
东里镇，是中华人民共和国山東省淄博市沂源县下辖的一个乡镇级行政单位。

## 行政区划
东里镇下辖以下地区：
东里西村、东里东村、东泉水村、后河南村、后西长旺村、打虎峪村、薛家万村、后水北村、孟家旺村、院峪村、梅家坡村、东安村、罗家庄子村、三宝官庄村、虎落北峪村、江河南村、前河南村、前西长旺村、大沟村、柴家庄村、朝阳官庄村、花园村、蚕场村、苇子峪村、东河南村、前水北村、里峪村、上柳沟村、王坪村、黄崖子村、毛峪村、前暖院村、高家官庄村、下柳沟村、北三庄村、后绳庄村、吴家北峪村、西河南村、墨牛官庄村、郑家旺村、香磨村、前绳庄村、后暖院村、东可乐山村、西可乐山村、韩旺一村、韩旺二村、韩旺三村、韩旺四村、马家东沟村、东长旺村、福禄坪峪村、王家庄子村、南大洼村、刘家圈村、孟家庄村、紫荆峪村、石马山村、龙王峪村、东桃花坪村、西桃花坪村、四崮峪村、麦子峪村和李家沟村。

## 人口
2010年中国第六次人口普查时，东里镇共有人口50260人。共有家庭17079户，平均每户2.94人。14岁以下的少年儿童共7912人，占总人口15.74%；15-64岁人口共36869人，占总人口73.35%；65岁及以上的老年人共5479人，占总人口的10.90%。男性共计25410人，占总人口50.55%；女性共计24850，占总人口49.44%。本地居住的人口中，拥有本地户籍的人口为49361人，占98.21%。